# 二本木峠 (山口県)
二本木峠（にほんぎとうげ）は、山口市小郡上郷と美祢市美東町真名との境界線上にある峠である。

## 通過路線
- 山口県道28号小郡三隅線
- 山口県道501号山口秋吉台公園自転車道線

## 備考
- 峠付近には、小規模な駐車場・二本木バス停留所（バス回転場併設）がある。

以前は、このバス停から上郷小学校前を経由し、小郡方面へ向かう防長交通のスクール路線バス（主に上郷小学校へ通う児童向け）が学校の始業・終業時間に合わせて発着していたが、利用者の減少等の理由により、現在は休止となっている。
（なお、萩・秋芳から二本木峠を越え、小郡方面へ向かうバスは従来通り運行されている）